# Willi Fuggerer
Willi Fuggerer (Múnic, 11 de setembre de 1941 - setembre de 2015) va ser un ciclista alemany que va córrer durant els anys 60 del segle xx. Es dedicà al ciclisme en pista.
El 1964 va prendre part en els Jocs Olímpics de Tòquio, en què guanyà una medalla de bronze en la prova de tàndem, fent parella amb Klaus Kobusch. En la prova de velocitat individual quedà eliminat en quarts de final.